# Colliseum Waltzes
Colliseum Waltzes ist ein Walzer, der Johann Strauss Sohn zugeschrieben wird. Datum und Ort der Uraufführung sind nicht überliefert.